# José Ignacio Cabrujas
José Ignacio Cabrujas Lofiego (n. Caracas; 17 de julio de 1937 - f. Porlamar, Isla de Margarita; 21 de octubre de 1995) fue un destacado dramaturgo, director de teatro, actor, cronista, escritor de telenovelas, libretista de radionovelas, autor de guiones cinematográficos, moderador de programas de radio, humanista y diseñador de campañas políticas venezolano. Es considerado como unos de los renovadores del género de la telenovela en América y llamado el Maestro de las Telenovelas.[¿quién?]

## Biografía
Hijo de una familia humilde, vivió su infancia en el barrio caraqueño de Catia. Sus padres José Ramón Cabruja Esteso y Matilde Lofiego de Cabruja. Su apellido original es «Cabruja» y este fue cambiado cuando vivió una singular anécdota surgida durante su paso por el Teatro Universitario (TU), la confusión surge por parte del reconocido periodista Lorenzo Batallán, quien publicó una nota sobre la actuación de Cabrujas en el TU, agregando la «S». Al parecer al joven actor le agradó y decidió seguir usando la «S», por lo que pasó a ser conocido como «José Ignacio Cabrujas».[cita requerida]
Decidió ser escritor cuando en su adolescencia, justo luego de terminar de leer Los miserables de Víctor Hugo. El mismo Cabrujas cuenta que por un largo rato no pudo dejar de llorar al verse envuelto en tal exaltación, y se dijo: «Esto es lo que yo quiero hacer en la vida; que estas letras, estas páginas, me hayan producido toda esta emoción es un milagro; yo quiero formar parte de ese milagro». Así lo afirma en el libro Catia en tres voces, de Milagros Socorro.
En 1956, gracias a una beca inicia sus estudios de Derecho en la Universidad Central de Venezuela. A los dos años de estar estudiando leyes nace su segundo hermano, Francisco Cabrujas, hoy dedicado a la musicalización de películas y telenovelas. Pero la incursión de José Ignacio, en el teatro universitario revela su verdadera vocación y pronto abandonó la carrera.
Falleció el 21 de octubre de 1995 a los 58 años a causa de un infarto agudo de miocardio. En la telenovela Nada personal se le rinde su memoria en el penúltimo capítulo.

### Prensa
Escribió numerosos ensayos, muchos de los cuales publicó regularmente en los periódicos El Nacional y El Diario de Caracas. Escribió durante algún tiempo en El Sádico Ilustrado. Durante el último decenio de su vida cultivó con particular éxito el género de la sátira política. En tal menester, y militando a tiempo parcial en las filas del humor mismo criollo, prácticamente no hubo personalidad política venezolana que pudiese escapar indemne de su temible pero acertada pluma. 
También fue un pensador sobre la ciudad de Caracas. Buena muestra de ello es su famoso ensayo titulado La ciudad escondida, donde con una prosa amable y a veces divertida habla acerca de la crisis de la ciudad de Caracas y su sentido de pertenencia.

### Televisión
Reconocido por haber transformado el género de la telenovela en Venezuela, fue autor de los guiones de las obras más conocidas internacionalmente en este género. Junto con Salvador Garmendia, Pilar Romero, César Miguel Rondón y Julio César Mármol, entre otros, abre paso a lo que se da en llamar «telenovela cultural» con títulos como La señora de Cárdenas (interpretada por la reconocida actriz Doris Wells), su primer gran éxito, donde logra derrotar los esquemas tradicionales del género. Entre las tantas se encuentran:
- 1969: Finaliza el trabajo de escritura junto a Román Chalbaud de La tirana, de Manuel Muñoz Rico. «Cuando comencé a trabajar en televisión me criticaron: El intelectual de izquierda que traiciona la causa, vendiéndose a una emisora para darle rating y meterse un billete. Eso fue tormentoso, me afectó muchísimo. Porque ni yo mismo estaba seguro de poder calificar mi decisión de hacer televisión. Ahora sí la tengo clara. Ahora sí creo que no me equivoqué. Le tengo pánico a vivir del Estado.» (Según el mismo Cabrujas, citado por L. Azparren  en el libro Obra Dramática: José Ignacio Cabrujas, tomo II, 2012)
- 1971: Trabaja como Libretista en programas de corta duración como Diciembre en Santa Marta, El cuartito y El día que se terminó el petróleo.
- 1974: Escribe la versión para televisión de Boves, el urogallo de Francisco Herrera Luque.
- 1974: Escribe junto a Salvador Garmendia la versión para televisión de Doña Bárbara de Rómulo Gallegos, protagonizada por Marina Baura, Marisela Berti y Rafael Briceño, que constó de 48 capítulos de dos horas de duración.
- 1975: Escribe Juicio a Juan Vicente Gómez, protagonizada por Rafael Briceño.
- 1975: Escribe Proceso a Juan Vicente Gómez, protagonizada por Rafael Briceño.
- 1975: Escribe la adaptación para televisión de Canaima de Rómulo Gallegos.
- 1976: Escribe junto a Ibsen Martínez, Campeones.
- 1977: Trabaja como Dialoguista en La hija de Juana Crespo de Salvador Garmendia, protagonizada por Mayra Alejandra, José Luis Rodríguez e Hilda Vera. En el 2006 fue adaptada cómo película en formato de unitario con el mismo título por RCTV.
- 1977: Escribe junto a Julio César Mármol La señora de Cárdenas, protagonizada por Doris Wells y Miguel Ángel Landa. En el 2003 fue adaptada como película en formato de unitario con el mismo título por RCTV.[5] Versionada por TV Azteca (México) en 1998 con el nombre de El amor de mi vida, con las actuaciones de Claudia Ramírez y José Ángel Llamas.
- 1977: Escribe Silvia Rivas, divorciada, protagonizada por Marina Baura y José Bardina. En el 2006 fue adaptada cómo película en formato de unitario con el mismo título por RCTV.
- 1978: Escribe Soltera y sin compromiso, protagonizada por Doris Wells y Miguel Ángel Landa. En el 2006 fue adaptada como película en formato de unitario con el mismo título por RCTV.
- 1978: Escribe junto a Salvador Garmendia y Julio César Mármol La fiera, protagonizada por Doris Wells y José Bardina.
- 1979: Escribe junto a Román Chalbaud La Comadre, protagonizada por Doris Wells y Miguel Ángel Landa.
- 1979: Escribe junto a Julio César Mármol Estefanía, protagonizada por Pierina España y José Luis Rodríguez, telenovela de corte político-social que en su último capítulo el periódico El Nacional de Venezuela; tituló «Caracas paralizada por el Capítulo Final de Estefanía», noticia acompañada por una gráfica (fotografía) de una calle de Caracas que se encontraba despejada, se dice que las reuniones Presidenciales se tenían que fijar en una hora que no interfiriera con el horario de transmisión de la telenovela, para así los políticos verla.
- 1979: Escribe junto a Jorge Cavanet Mabel Valdez, periodista, inspirado en la vida de Marietta Santana, protagonizada por Marina Baura y Raúl Amundaray.
- 1979: Escribe junto a Julio César Mármol, Sangre azul, protagonizada por Pierina España y José Luis Rodríguez.
- 1980: Escribe Natalia de 8 a 9, protagonizada por Marina Baura, Gustavo Rodríguez y María Conchita Alonso. En el 2007 fue adaptada cómo película en formato de unitario con el mismo título por RCTV. Versionada por TV Azteca (México) en el 2008 con el nombre de Vivir sin ti (posteriormente cambiado a Vivir por ti), con las actuaciones de Elizabeth Cervantes, Diego Olivera y María Aura.
- 1980-1981: Escribe Gómez I y Gómez II, ambas protagonizadas por Rafael Briceño, realizando un recuerdo histórico de lo que había sido la dictadura de Juan Vicente Gómez en Venezuela.
- 1982: Escribe junto a Salvador Garmendia, La Señorita Perdomo, protagonizada por Caridad Canelón y Orlando Urdaneta.
- 1982: Escribe un unitario, llamado El Asesinato de Carlos Delgado Chalbaud, protagonizado por Raúl Amundaray.
- 1982: Escribe Chao Cristina.
- 1985: Participa como Libretista de La mujer sin rostro, escrita por Julio César Mármol.
- 1985: Escribe junto a Julio César Mármol, La dueña, inspirada en la historia de El Conde de Montecristo de Alejandro Dumas, siendo protagonizada por Amanda Gutiérrez y Daniel Alvarado. Versionada por Telemundo en dos ocasiones; Dueña y señora (Puerto Rico) en el 2006, con las actuaciones de Karla Monroig y Ángel Viera, y La Patrona (Estados Unidos-México) en el 2013, adaptada por la escritora venezolana Valentina Párraga, y con las actuaciones de Aracely Arámbula y Jorge Luis Pila. Versionada por TVI (Portugal) en el 2015 con el nombre de Santa Bárbara (basada en La Patrona), con las actuaciones de Benedita Pereira y Albano Jerónimo. Versionada por TelevisaUnivision (México) en el 2023 con el nombre de Minas de pasión (basada en La Patrona), con las actuaciones de Livia Brito y Osvaldo de León.
- 1986: Escribe junto a Boris Izaguirre y Perla Farias, La dama de rosa, inspirada también en la novela El conde de Montecristo de Alejandro Dumas y protagonizada por Jeannette Rodríguez y Carlos Mata. Versionada por RCTV (Venezuela) en 1997 con el nombre de Cambio de piel, adaptada por Perla Farías, Roberto Chávez, Jackeline Mijares y Julia Miniño, siendo protagonizada por Coraima Torres y Eduardo Serrano. Versionada por TVE (España) en el 2002 con el nombre de Géminis, venganza de amor, con las actuaciones de Ana Turpin y Manuel San Martín.
- 1988-1989: Idea la historia de Señora que Ibsen Martínez, Eliseo Morales y Cristina Policastro escriben, siendo protagonizada por Caridad Canelón, Carlos Mata, Maricarmen Regueiro y Flavio Caballero. Versionada por RCTV (Venezuela) entre el 2007 y 2008 con el nombre de Toda una dama, adaptada por Iris Dubs, Rafael Elizalde, Freddy Goncalves, Carolina Mata, José Manuel Pelaéz y Zaret Moreno, siendo protagonizada por Christina Dieckmann, Ricardo Álamo, Nohely Arteaga y Roberto Mesutti. Versionada por TV Azteca (México) en tres ocasiones; Señora en 1998, con las actuaciones de Julieta Egurrola, Fernando Ciangherotti y Aylín Mújica, Un nuevo amor en el 2003, con las actuaciones de Karen Senties, Sergio Basañez y Cecilia Ponce, y Destino en el 2013, con las actuaciones de Paola Núñez, Mauricio Islas y Margarita Gralia.
- 1990: Idea la historia de Emperatriz, que Carolina Espada y Carlos González Vega escriben, protagonizada por Marina Baura, Raúl Amundaray y Eduardo Serrano. Versionada por TV Azteca (México) en el 2011 con el mismo nombre, con las actuaciones de Gabriela Spanic y Bernie Paz.
- 1990: Idea la historia de María, María, que Mariana Luján, Humberto “Kiko” Olivieri, José Simón Escalona, Xiomara Moreno y Johnny Gavlovski escriben, protagonizada por Alba Roversi y Arturo Peniche.
- 1992: Escribe junto a Perla Farías y Carolina Espada, Las dos Dianas, inspirada en la novela de Alejandro Dumas, protagonizada por Carlos Mata, Nohely Arteaga y Lupita Ferrer.
- 1993: Escribe Divina obsesión, protagonizada por Pedro Lander y Astrid Carolina Herrera.
- 1993: Escribe junto a Cristina Policastro, José Antonio Guevara, Rosana Negrin y Abigail Trucher, El paseo de la gracia de Dios, protagonizada por Luis Fernández y Nohely Arteaga, con el fin de hacerle competencia a la telenovela de RCTV Por estas calles, pero no tuvo éxitos, al punto que Cabrujas en una entrevista dice que esta sería su última telenovela.
- 1995: Firma tres contratos para tres proyectos televisivos con TV Azteca, Cadena Caracol y RCTV, pero que no pudo iniciar por su muerte, solo logró escribir el primer capítulo de Nosotros que nos queremos tanto.

### Cine
- 1973: Escribe junto a Román Chalbaud el guion del largometraje La quema de Judas, que contó con las actuaciones de Miguel Ángel Landa, Claudio Brook, María Teresa Acosta e Hilda Vera.
- 1975: Trabaja como Guionista en Crónicas de subversivo latinoamericano (Chronicle of a Latin American Subversive).
- 1976: Escribe junto a Román Chalbaud, el guion Sagrado y obsceno, basado en la obra de teatro.
- 1977: Escribe junto a Julio César Mármol, La Invasión.
- 1977: Adapta al cine la obra de teatro El pez que fuma, esta obra pone en evidencia la descomposición de la sociedad de una forma cruda y realista. Con las actuaciones de Hilda Vera, Orlando Urdaneta, Haydée Balza y Rafael Briceño.
- 1978: Coguionista de Carmen, la que contaba con 16 años.
- 1978: Escribe el guion de Bodas de Papel, estrenada al año siguiente y basada en su telenovela La señora de Càrdenas.
- 1978: Escribe el guion El rebaño de los ángeles para Román Chalbauld, donde actuaron: Mary Soliani,  Pilar Romero y Plaza, siendo estrenada al año siguiente.
- 1984: Escribe junto a César Bolívar el guion del largometraje Homicidio culposo, contó con las actuaciones de Elba Escobar, Javier Vidal y Jean Carlos Simancas, y narra la historia de un policía que investiga la extraña muerte de un actor.
- 1986: Escribe el guion de "Profundo", basada en su obra de teatro, dirigida por Antonio Llerandi.
- 1987: Escribe junto a Carlos Oteyza el guion para el film El Escándalo (enlace roto disponible en Internet Archive; véase el historial, la primera versión y la última)., que plantea el espionaje petrolero y la corrupción administrativa.
- 1992: Con motivo del V Centenario, escribe el guion del documental "Barco" para el Consejo Nacional de la Cultura (CONAC).
- 1994: Escribe una serie documental titulada Crónicas del asombro.
- 1995: Escribe para el cineasta Carlos Azpúrua el guion de Amaneció de golpe, que contó con las actuaciones de Ruddy Rodríguez, Dalila Colombo, Daniel Lugo, Elba Escobar, Yanis Chimaras, Escámez, Asdrúbal Meléndez, Frank Spano y Vicente Tepedino, siendo estrenada en 1998, y cuenta la historia de cómo se da el golpe de Estado que intentó Hugo Chávez Frías contra Carlos Andrés Pérez en 1992.
- 2011: En conjunto con Román Chalbaud, Días de poder cincuenta años después de su creación es adaptada como guion cinematográfico.

### Teatro
Cabrujas dejó una marca importante en el teatro venezolano del siglo XX, al destacarse como director de obras de dramaturgos venezolanos; además de ser autor de tres piezas imprescindibles de las tablas venezolanas: Profundo, estrenada en 1968, El día que me quieras, estrenada en 1979, y Acto Cultural, estrenada en 1976. 
Su motivación se debió participando en las actividades del Teatro Universitario de la UCV, donde se mencionan:
- 1956: Escribe su primera obra, Los insurgentes, donde coloca a un importante personaje histórico en circunstancias cotidianas y casi domésticas. La obra trata de lo mucho que ofende al general Bermúdez (al llegar a Caracas) el que le arrojen agua caliente desde una casa, haciendo que quiera apoderarse del lugar al tiempo que se enamora de la dueña de la casa.
- 1959: Participa como actor en Noche de Reyes de William Shakespeare.
- 1959: Participa como actor en el montaje Los Fusiles de la Madre Carrar de Bertolt Brecht.
- 1959: Participa como actor en Leyenda de amor de Nazim Hikmet, bajo la dirección de Nicolás Curiel
- 1959: El Teatro Universitario le da un voto de confianza para montar una pieza escrita por él titulada Juan Francisco de León, que trata sobre la sublevación en contra del Rey de España y presenta una clara posición en contra del colonialismo, dirigida por Nicolás Curiel.
- 1959: Escribe la pieza teatral El extraño viaje de Simón el Malo.
- 1960: Participa como actor en El sombrero de paja de Italia de Eugène Labiche.
- 1960: Escribe Sopa de piedras, una obra infantil basada en un relato de Jack Butler Yeats.
- 1960: Participa como actor en Pozo negro de Albert Maltz, clara exposición crítica al poder mal manejado por parte de la figura del patrono.
- 1961: La obra Los insurgentes es estrenada por Manuel Poblete en el Teatro La Comedia.
- 1961: Escribe Cantos y poemas de la libertad, dirigido por Eloy Borges.
- 1961: Participa como actor en Santa Juana de América de Andrés Lizárraga, montaje que produce en los espectadores el impulso para realizar consignas en contra del gobierno de turno y contra el apoyo de este a las invasiones que realizara Estados Unidos en Latinoamérica (invasión de Playa Girón, Cuba, 1961).

Durante el siguiente periodo Cabrujas trabajó para el Teatro de Artes de Caracas, montando las siguientes piezas.
- 1960: Participó como actor en El gesticulador de Rodolfo Usigli, dirigida por Román Chalbaud.
- 1962: Estrena El extraño viaje de Simón El Malo, bajo la dirección de Eduardo Mancera.
- 1962: Se presenta Triángulo, un grupo que comprende 3 obras. Las Pinzas de Román Chalbaud, Tradicional hospitalidad de Cabrujas y A propósito de Triángulo de Isaac Chocrón. Vuelve al Teatro Universitario de la UCV.
- 1963: Escribe En Nombre del Rey, pieza que desarrolla la llegada de Gonzalo de Quesada a Venezuela y su interés por inculcar la cultura europea, dirigida por Eduardo Mancera.
- 1963: Se estrena Yo, Bertolt Brecht, donde participa como actor, bajo la dirección de Nicolás Curiel.
- 1964: Actúa en Rómulo el Grande, de Friedrich Dürrenmatt, bajo la dirección de Román Chalbaud.
- 1964: Actúa en La quema de Judas, escrita y dirigida por Román Chalbaud.
- 1965: Escribe Yo, Wiliam Shahespeare.
- 1965: Escribe Venezuela Barata.
- 1965: Escribe La terrible situación (testimonio, danza y teatro), dirigido por Eduardo Mancera.
- 1966: Actúa en Días de Poder, escrita por el mismo Cabrujas y Román Chalbaud.

Tras fundar el «Nuevo Grupo» participa en varias piezas como:
- 1967: Actúa en Los ángeles terribles, escrita y dirigida por Román Chalbaud.
- 1967: Estrena Fiésole.
- 1967: Estrena El sainete en Venezuela.
- 1968: Dirige Sabor a miel de Shellagh Delaney.
- 1968: Actúa en La lección de Ionesco, bajo la dirección de Eduardo Mancera.
- 1970: Actúa en Tío Vania de Antón Chéjov, dirigida por José Antonio Gutiérrez.
- 1970: Actúa en La ópera de tres centavos de Bertolt Brecht, dirigida por Hermán Lejter.

Con el Teatro Nacional Popular, logró montar:
- 1970: Dirige Madre Coraje y sus hijos de Bertolt Brecht.

Sigue en el «Nuevo Grupo» con:
- 1971: Dirige y escribe Profundo
- 1971: Actúa en La Revolución, de Isaac Chocrón y com dirección de Román Chalbaud.
- 1972: Versiona junto a Rita Alioso Ricardo III, en la que también actúa, bajo la dirección de José Antonio Gutiérrez.
- 1973: Dirige El efecto de los rayos gamma sobre las flores de la luna de Paul Zindel.
- 1973: Actúa en Alfabeto para analfabetos escrita y dirigida por Isaac Chocrón.
- 1974: Versiona El testamento del perro de Ariano Suassuna, montada por Álvaro Rossón y Armando Gota.
- 1974: Actúa y dirige La máxima felicidad de Isaac Chocrón.
- 1974: Escribe Soberbia milagrosa del general Pío Fernández parte de la obra de siete autores Los Siete Pecados Capitales, dirigida por Antonio Costante.
- 1976: Estrena Acto Cultural.
- 1979: Estrena El día que me quieras.
- 1979: Actúa en Casa de muñecas de Henrik Ibsen, bajo la dirección de Carlos Gorostiza.
- 1979: Dirige Ángeles terribles de Román Chalbaud.

Bajo la producción de Merca-teatro, montó:
- 1980: Dirige Drácula de Bram Stoker.

Con el «Nuevo Grupo»:
- 1980: Actúa en Mesopotamia. de Isaac Chocrón, con dirección de Ugo Ulive.
- 1980: Realiza en el Panteón Nacional Tres torres, tres silencios, tres erguidas soledades con poemas y textos suyos, contó con música de Aldemaro Romero.

Con el Taller de la Ópera de Caracas:
- 1981: Dirige la ópera El triunfo del honor de Alessandro Scarlatti.
- 1981: Dirige Don Pasquale de Gaetano Donizetti.
- 1981: Dirige Don Giovanni de Mozart.
- 1981: Dirige Tosca de Giacomo Puccini.
- 1981: Dirige La sonámbula de Vincenzo Bellini.
- 1981: Actúa en Prueba de Fuego, escrita y dirigida por Ugo Ulive.

Con el «Nuevo Grupo»:
- 1983: Estrena Una noche oriental, dirigida por Enrique Porte.
- 1983: Dirige Simón de Isaac Chocrón.
- 1986: Estrena El Americano Ilustrado, dirigida por Armando Gota.

Con la Compañía Nacional de Teatro:
- 1989: Versiona y dirige El burgués gentilhombre de Molière.

Con el Grupo Theja:
- 1990: Estrena Autorretrato de Artista con Barba y Pumpá, dirigida por José Simón Escalona

Con la Fundación Camerata de Caracas
- 1992: Con motivo al V Centenario del Descubrimiento de América, dirige Más vale tocar placer por música. Música en tiempos de descubrimiento, con la dirección musical de Isabel Palacios.
- 1993: Dirige la ópera Orfeo y Eurídice de C. W. Gluck.

Con el Teatro Profesional de Venezuela.
- 1995: Estrena Sonny, diferencia sobre Otelo, el moro de Venecia

### Como Gerente y miembro de Organizaciones
- 1952: Maestro en la Escuela Municipal Teresa Carreño.
- 1961: Miembro del Grupo Piccolo Teatro di Milano, en Italia.
- 1965: Director del Departamento de Cultura de la Universidad Central de Venezuela.
- 1967: Miembro fundador de la revista Etcétera junto a Hermán Lejter.
- 1967: Miembro de la Junta Directiva del «Nuevo Grupo», fungiendo como actor, Director y Dramaturgo, en Venezuela.
- 1971: Miembro del Movimiento al Socialismo (MAS), partido creado por disidentes del Partido Comunista de Venezuela (PCV) y dirigido por Pompeyo Márquez y Teodoro Petkoff.
- 1972: Dirige la Escuela de Teatro del Instituto Nacional de Cultura y Bellas Artes (INCIBA)
- 1978-1988: Docente en la Escuela de Artes de la Universidad Central de Venezuela.
- 1981: Presidente del Taller de Ópera de Caracas.
- 1986: Miembro de Stelaris Inc, organización de escritores independientes conformada además por Julio César Mármol y Ramón Mangles Bueno.[6]
- 1990: Gerente de Dramáticos de Marte Televisión, desaparecida empresa productora de telenovelas, en Venezuela.
- 1992: Facilitador de distintos talleres para futuros escritores en el Instituto de Creatividad y Comunicación.
- 1995: Renuncia a la directiva del Teatro Teresa Carreño en solidaridad con Isaac Chocrón, quien renunció a la Dirección General.

### Como Profesor
Al finalizar la década del setenta, Cabrujas es llamado para ser parte del profesorado en la Escuela de Artes de la Universidad Central de Venezuela, donde imparte las materias de: Artes Escénicas I y II, Historia de la Puesta en Escena I y II, Teatro Latinoamericano, Taller de Actuación, Taller de Dramaturgia y Cátedra Libre de Humorísmo Aquiles, dando clase muchos universitarios entre los cuales surgieron personalidades que más adelante parte en lo que refiere a la vida cultural venezolana: Xiomara Moreno, Carolina Espada, Iraida Tapias, Lupe Gehrembeck, Carlos Sánchez, Boris Izaguirre, Doris Wells y muchos más.

## Estilo
El teatro de Cabrujas se caracteriza por la riqueza de su lenguaje y su desmitificación de la historia en En nombre del rey (1963) o El día que me quieras (1979).

## Vida personal
Se casa tres veces; en 1960 contrae nupcias con la actriz de teatro Democracia López y un año después nace su primer hijo Juan Francisco Cabruja. El matrimonio duró cinco años y en 1976 se casa con su Vestuarista y Productora Eva Ivanyi , con la que compartió diez años de existencia. En 1985 se casa por última vez con la insigne cantante, musicóloga y directora de corales venezolana Isabel Palacios, fruto de este matrimonio nace en 1987; Diego Cabruja,  también dedicado a la música.
Hombre de inmensa cultura y agudo ingenio, sentía pasión por la ópera, el teatro y la literatura.

## Premios y reconocimientos

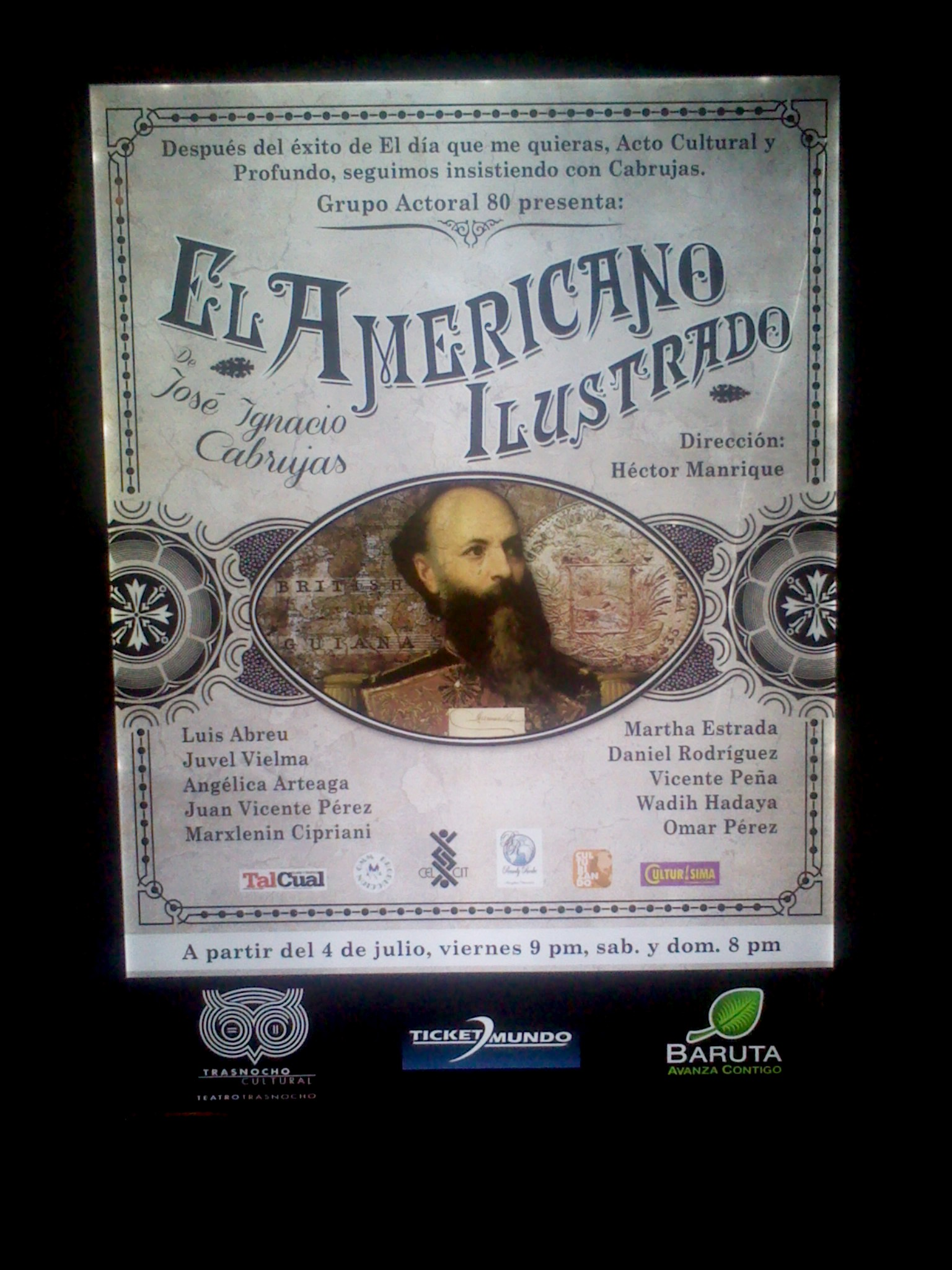
Afiche de la obra El americano ilustrado en la temporada 2014 del Grupo Actoral 80. Teatro Trasnocho, Caracas

- 1959: Participación en el VII Festival de la Juventud en Viena, Austria.
- 1959: Asistencia al Festival de Aviñón, donde presenció el trabajo de Jean Villar, el TNP y diferentes presentaciones del Festival Internacional de Teatro. Francia.
- 1959: Asistencia al Festival de Stratfor-Upon-Avon, interviniendo en el Festival de Teatro Estudiantil de Bristol, Inglaterra. Su visita a Europa durante ese año fue debida a un incentivo otorgado por Nicolás Curiel, para el momento; director del Teatro Universitario de la Universidad Central de Venezuela.
- 1966: «Mejor Actor» por su interpretación del personaje Zacarías en Los ángeles terribles de Román Chalbaud durante el Festival de Teatro Venezolano.
- 1972: «Mejor Actor» por su interpretación del personaje Ricardo III de William Shakespeare, otorgado por Premios Juana Sujo.
- 1976: «Premio Nacional a la Mejor Obra» a su obra de teatro Acto cultural, otorgado por Premios Juana Sujo y Critven.
- 1976: «Mejor Obra de Teatro» a su obra de teatro Acto cultural, otorgado por El Cervantino de Oro, en México.
- 1976: Fue nominado por la Asociación de Críticos de Nueva York a un premio por su actuación en la obra La Revolución de Isaac Chocrón, obra pilar del teatro venezolano.
- 1979: «Mejor Obra», a su obra de teatro Acto cultural, otorgado por Premio Municipal de Teatro, en Caracas.
- 1986: «Mejor Obra», a su obra de teatro El americano ilustrado, otorgado por Premio Municipal de Teatro, en Caracas.
- 1987: «Mejor Artículo de Prensa», por su artículo en la prensa publicado en El Nacional, titulado Una estatua para Eleazar Pinto, otorgado por Premio Enrique Otero Vizcarrondo.
- 1980: «Mejor Película» por su guion de El pez que fuma en el XIX Festival de Cartagena «Simón Bolívar».
- 1980: «Mejor Obra» a su obra El día que me quieras, otorgado por Premio Municipal de Teatro, en Caracas.
- 1987: «Mejor Obra» por su obra de teatro El americano ilustrado otorgado por Critven.
- 1988: «Mejor Obra» por el nuevo montaje de El día que me quieras, otorgado por Premio Municipal de Teatro, en Caracas.
- 1989: «Mejor Obra» a su obra de teatro El burgués gentilhombre, otorgado por Premio Nacional de Teatro, Venezuela.
- 1991: Participa como director en el Festival Iberoamericano de Cádiz con las obras Los hombros de América de Fausto Verdial, Simón de Isaac Chocrón y El americano ilustrado.

El legado dejado por Cabrujas permitió la creación de instituciones independientes públicas y privadas con fines culturales, tales como:
- Fundación Cultural José Ignacio Cabrujas (enlace roto disponible en Internet Archive; véase el historial, la primera versión y la última)., con sede en Caracas, Venezuela.
- Fundación Teatro Cabrujas, el cual también posee el programa de capacitación "Centro de Formación e Investigación Teatral Sebastián Mopntes" con sede en Puerto Ayacucho, Estado Amazonas, Venezuela.
- Fundación Cultural Cabrujas perteneciente al Frente Cultural José Ignacio Cabrujas (enlace roto disponible en Internet Archive; véase el historial, la primera versión y la última).
- Grupo de Teatro Cabrujas Archivado el 26 de junio de 2019 en Wayback Machine., con sede en Barquisimeto, Estado Lara, Venezuela.
- Sala de Teatro José Ignacio Cabrujas perteneciente a la Fundación Chacao Archivado el 3 de junio de 2009 en Wayback Machine.

### Publicaciones sobre su vida y obra
- 1979: «Tres dramaturgos venezolanos de hoy R. Chalbaud, J.I. Cabrujas, I. Chocrón»  de Gleider Hernández-Almeida, texto publicado por el Nuevo Grupo.
- 1983: «Cabrujas en Tres Actos»  de Leonardo Azparren Jiménez, texto publicado por el Nuevo Grupo.
- 1991: «El Teatro Según Cabrujas»,  (enlace roto disponible en Internet Archive; véase el historial, la primera versión y la última).
- 1994: «Catia en Tres Voces»    de Milagro Socorro, donde entrevista a Cabrujas acerca de su infancia en Catia.
- 1995: «Cabrujerías: un estudio sobre la dramática de José Ignacio Cabrujas»  (enlace roto disponible en Internet Archive; véase el historial, la primera versión y la última).  de Francisco Rojas Pozo perteneciente a su investigación literaria.
- 1999: «La Caracas de Cabrujas»  de Ibsen Martínez, donde relata de forma dramatizada su compartir con Cabrujas.
- 1999: «Descubriendo a José Ignacio Cabrujas Un hombre... Un Artista... Una Conciencia...» Tesis de grado de Claudy De Sousa .
- 2000: «Venezuela: La Obra Inconclusa de José Ignacio Cabrujas»  (enlace roto disponible en Internet Archive; véase el historial, la primera versión y la última).  de Yoyiana Ahumada, tesis de maestría en Literatura Latinoamericana, donde su autora analiza la dramaturgia cómo un discurso social para la identidad nacional.
- 2006: «Premios Nacionales de Cultura: Teatro José Ignacio Cabrujas 1989»  de Gloria Soares, donde recopila información y cita notas dividido en VII capítulos para organizar y resumir su obra.
- 2006: «Cabrujas, ese ángel terrible: seis miradas de taller»   de Yoyiana Ahumada Licea y la Fundación, cuenta con la colaboración de Manuel Felipe Sierra, Daniel Gutiérrez, Eduardo Fermín, Claudia Furiati Páez, Iraida Tapias y Arnaldo Gutiérrez.
- 2009: «Historia y cotidianidad en la dramaturgia de José Ignacio Cabrujas»  de Magaly Guerrero
- 2009: «El Mundo Según Cabrujas»   de Yoyiana Ahumada Licea, ensayo que contiene una investigación-compilación sobre sus artículos publicados en la prensa.
- 2010: «Obra Dramática»  . De Leonardo Azparren Giménez y Gloria Soares De Ponte. Contiene 16 obras de teatro de Cabrujas, una biografía y cronología, y un texto de Nicolás Curiel, el mismo está publicado mediante tres tomos.
- 2012: «José Ignacio Cabrujas habla y escribe» (Dos tomos)  . De Leonardo Azparren Giménez. Antología de entrevistas, conversaciones, ensayos y artículos periodísticos de José Ignacio Cabrujas. Con un estudio indtroductorio de Alberto Barrera Tyszka.

## Legado
Tras la partida de José Ignacio Cabrujas, son muchos los homenajes póstumos que se le han realizado:
- Ciclo Diálogos de la Academia con encuentro en homenaje a José Ignacio Cabrujas: Organizado por la Academia Venezolana de la Lengua y Cultura Chacao en la Sala Cabrujas, Miranda, el 26 de junio de 2014 y que contó con la participación de Leonardo Azparren Giménez y Yoyiana Ahumada Licea.
- Cabrujas: 19 años de voces profundas: Evento efectuado el 25 de octubre del 2014, por la Fundación Teatro Cabrujas y como producto de la Jornada de Formación Teatral "Texto, Cuerpo, Creación", llevado a cabo en Puerto Ayacucho, donde se presentaron las piezas teatrales Tambor Mágico, La Soberbia Milagrosa del General Pío Fernández y Mi Programa de Gobierno, dirigidas por los noveles talentos: Milagros Zarate, Neila Trabanca y Cristian Sanabria, bajo la asesoría de: Rafael Aguirre, Kiromi Gutiérrez y José Querales.

En 2012, bajo la dirección general de Antonio Llerandi (enlace roto disponible en Internet Archive; véase el historial, la primera versión y la última). y la dirección artística de Diego Rísquez, para recrear la vida y obra de José Ignacio Cabrujas.